# Groucho Marx

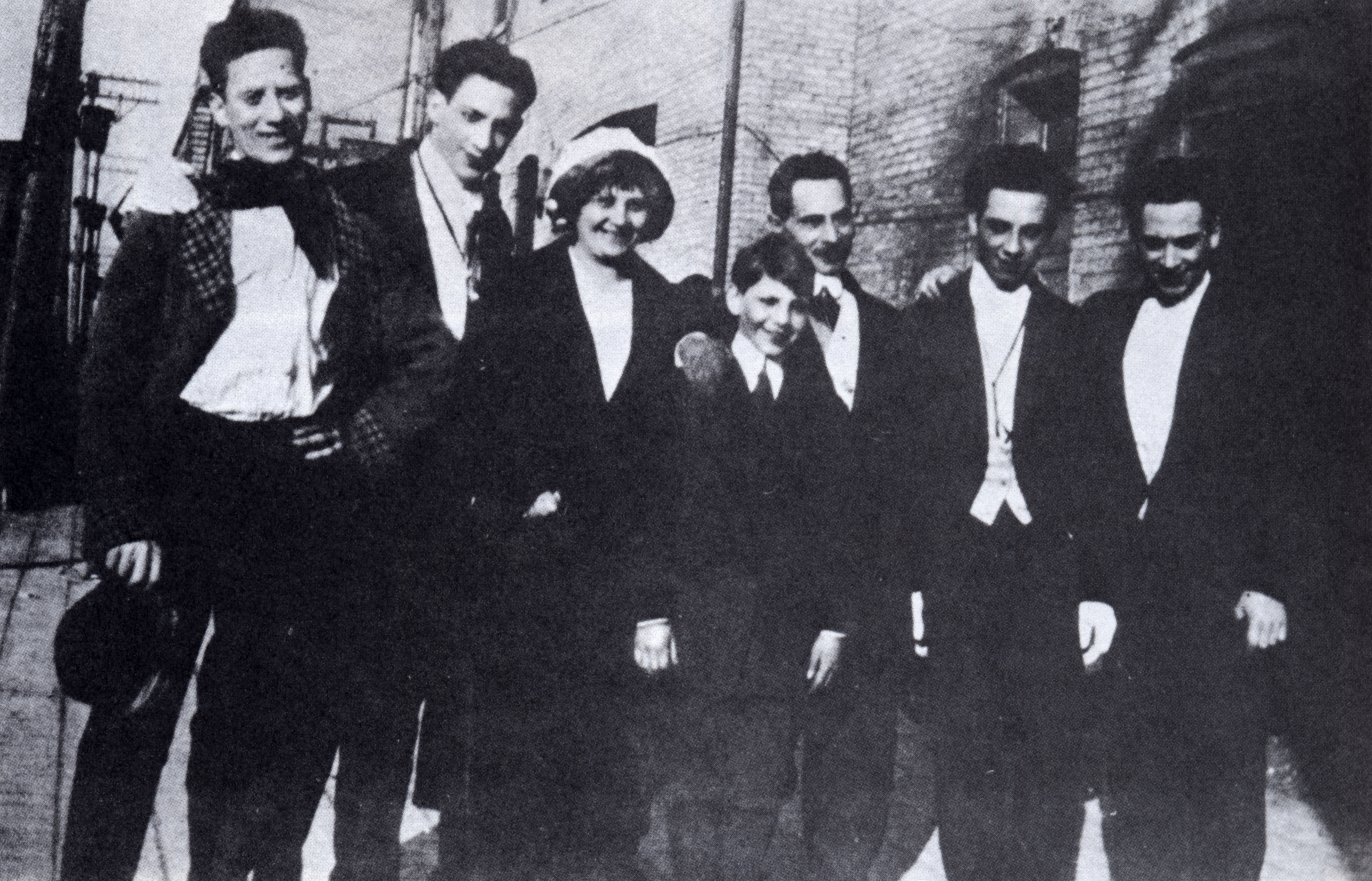
Groucho, Gummo, Minnie (mama), Zeppo, Frenchie (tatăl), Chico şi Harpo. Circa 1913.

Julius Henry „Groucho” Marx (2 octombrie 1890, Berlin, Germania – 19 august 1977, Los Angeles, California) a fost un actor american de comedie.
În public și în afara camerelor de filmat, frații săi Harpo si Chico erau greu de recunoscut de către fanii lor, fără peruci și costume, dar le era aproape imposibil să-l recunoască pe Groucho, fără ochelarii săi și fără mustața și sprâncenele sale false.

## Filmografie
Cu Chico, Harpo și Zeppo:
- Humor Risk (1921)
- Nuci de cocos (1929)
- Biscuiți pentru animale (1930)
- The House That Shadows Built (1931)
- Frații Marx - Agenți secreți (1931)
- Frații Marx la colegiu (1932)
- Supă de rață (1933)

Cu Harpo și Chico:
- O noapte la operă (1935)
- O zi la curse (1937)
- Room Service (1938)
- La circ (1939)
- Frații Marx în Vest (1940)
- The Big Store (1941)
- O noapte la Casablanca (1946)
- Love Happy (1949)
- Istoria omenirii (1957)

## Filmografie solo

### Filme artistice
- Yours for the Asking (necreditat) (1936), produs de Paramount Pictures
- The King and the Chorus Girl (1937), scris împreună cu Norman Krasna
- Instatanes (1943)
- Copacabana (1947), produs de United Artists
- Mr. Music (în rolul său) (1950), produs de Paramount Pictures
- Double Dynamite (ca Emile J. Keck) (1951), produs de RKO
- A Girl in Every Port (ca Benjamin Linn) (1952), produs de RKO
- Will Success Spoil Rock Hunter? (1957) (ca George Schmidlap, necreditat), produs de 20th Century Fox
- The Story of Mankind, (1957) (Harpo și Chico apar și ei, dar în scene individuale)
- The Mikado (ca Koko) (1960), film de televiziune
- Skidoo (ca Dumnezeu) (1968), produs de Paramount

### Filme scurte
- Hollywood on Parade No. 11 (1933)
- Screen Snapshots Series 16, No. 3 (1936)
- Sunday Night at the Trocadero (1937)
- Screen Snapshots: The Great Al Jolson (1955)
- Showdown at Ulcer Gulch (1956) (voce)
- Screen Snapshots: Playtime in Hollywood (1956)